# Lyctoxylon dentatum
Lyctoxylon dentatum là một loài bọ cánh cứng đục gỗ. Nó được Francis Polkinghorne Pascoe miêu tả khoa học đầu tiên năm 1866.

## Hình ảnh

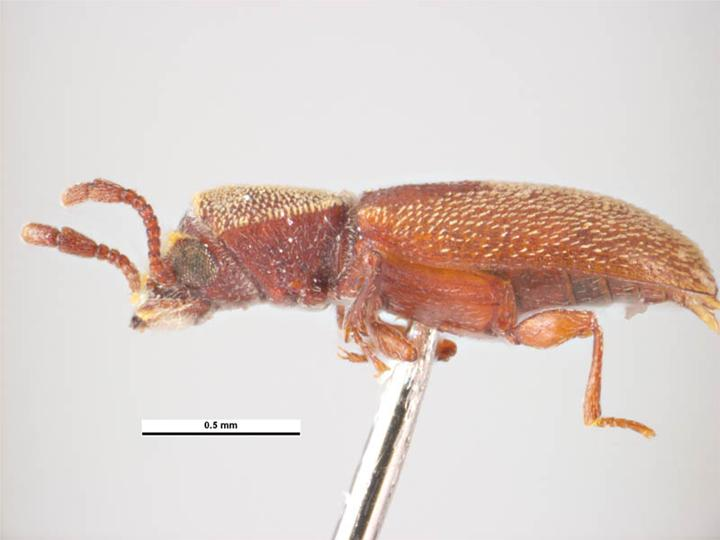